# 커널 밀도 추정
커널 밀도 추정(Kernel density estimation, KDE)은 통계학에서 확률 밀도 추정을 위해 커널 평활화를 적용한 것이다. 즉, 커널을 가중치로 기반으로 랜덤 변수의 확률 밀도 함수를 추정하는 비모수적 방법이다. KDE는 유한한 데이터 샘플을 기반으로 모집단에 대한 추론이 이루어지는 기본적인 데이터 평활화 문제에 답한다. 신호 처리 및 계량 경제학과 같은 일부 분야에서는 일반적으로 현재 형태로 독립적으로 창안한 것으로 알려진 에마누엘 파르젠(Emanuel Parzen) 및 머레이 로젠블라트(Murray Rosenblatt)의 이름을 따서 파르젠-로젠블라트 창(Parzen-Rosenblatt window)법이라고도 한다. 커널 밀도 추정의 유명한 응용 중 하나는 예측 정확도를 향상시킬 수 있는 나이브 베이즈 분류를 사용할 때 데이터의 클래스 조건부 한계 밀도를 추정하는 것이다.